# Ngày Chữ nổi Thế giới
Ngày Chữ nổi Thế giới là một ngày lễ quốc tế được cử hành vào ngày 4 tháng 1 nhằm tôn vinh nhận thức về tầm quan trọng của chữ nổi như một phương tiện giao tiếp trong việc thực hiện đầy đủ các quyền con người dành cho người mù và người khiếm thị. Đại Hội đồng Liên Hợp Quốc đã chọn ngày tổ chức sự kiện này thông qua một tuyên bố vào tháng 11 năm 2018, và đánh dấu ngày sinh của nhà sáng tạo ra hệ thống chữ nổi Louis Braille. Ngày Chữ nổi Thế giới đầu tiên được tổ chức vào ngày 4 tháng 1 năm 2019.